# Даніель Іванчо
Даніель (Данило) Іванчо (англ. Daniel Ivancho, 30 березня 1908 — 2 серпня 1972) — третій єпископ Греко-католицької церкви Піттсбурга, греко-католицької митрополії в Піттсбурзі, американського екзархату Русинської греко-католицької церкви.

## Дитинство та юнацькі роки
Народився 30 березня 1908 року в Ясіні жупи Мармарош Австро-Угорської імперії, тепер Рахівський район, Закарпатська область. У восьмирічному віці емігрував до США і оселився в Клівленді, штат Огайо зі своєю овдовілою матір'ю. Закінчив St. Procopius College в Лаєлі, штат Іллінойс і семінарію в Римі, Італія. Через хворобу був переведений до Ужгородської духовної семінарії, де завершив своє навчання. 30 вересня 1934 року єпископ Василь Такач висвятив його на священика і він служив на парафії.

## Єпископське служіння
Коли в 1940 році єпископу Такачу діагностували рак, був надісланий запит на Святий Престол для призначення єпископа-помічника, на пост якого претендували монсеньйор George Michaylo і отець Stephen Gulovich, однак Ватикан оголосив про призначення Іванча, хоча офіційний декрет вийшов лише у 1946 році, проголосивши Іванча «Coadjutor Bishop», що означало його автоматичне наступництво єпископа Такача.
Єпископа-помічника було висвячено як помічника-єпископа греко-католицького екзархату в Пітсбурзі в соборі Святого Павла римо-католицької єпархії Піттсбурга Єпархія Піттсбурга в районі Окленд 5 листопада 1946 р., що відбулося вперше в історії.
Православні і римо-католицькі єпископи та духовенство участь у висвяченні не брали. Не було і імператриці Зіти, та інших членів імператорської сім'ї Габсбургів. Висвячення здійснив монсеньйор Фултон Шін.
У травні 1948 року упокоївся Такач, тож Іванчо став новим єпископом. Йому дораджували взятися за будівництво нового катедрального собору, оскільки використовуваний від 1903 року греко-католицький собор Іоанна Хрестителя, на думку порадників, не задовольняв розвитку церкви через віддаленість від центру і малу місткість. Натомість Іванчо віддав перевагу проблемам підготовки духовенства. У пастирському листі від 14 червня 1950 року він оголосив про початок будівництва першої католицької семінарії східного обряду в США. Греко-католицьку семінарію св. Кирила і Мефодія було відкрито в жовтні 1951 року.
2 грудня 1954 року Іванчо подав у відставку з особистих причин. На думку Keleher, це було зроблено ним через викриття факту його таємного одруження після висвячення. Іванчо помер у відставці у Флориді в 1972 році.